# Hysteria (single van Def Leppard)
Hysteria is een nummer van de Britse hardrockband Def Leppard uit 1987. Het is de vierde single van hun gelijknamige vierde studioalbum.
De titel kwam volgens frontman Joe Elliott van drummer Rick Allen. Volgens Allen gaat het nummer over "het vinden van spirituele verlichting". "Hysteria" werd een bescheiden hit in het Verenigd Koninkrijk, waar het de 26e positie bereikte. In het Nederlandse taalgebied deed de plaat niets in de hitlijsten.

## Tracklijst
- 7"

1. "Hysteria"
2. "Ride into the Sun"

- 12"

1. "Hysteria"
2. "Ride into the Sun"
3. "Love and Affection" (live)

- Cd

1. "Hysteria"
2. "Ride into the Sun"
3. "Love and Affection" (live)
4. "I Wanna Be Your Hero"